# Gimme Back My Bullets
Gimme Back My Bullets ist das vierte Studioalbum der Rockgruppe Lynyrd Skynyrd und wurde im Februar 1976 von MCA veröffentlicht.

## Hintergrund
Nachdem Ed King die Gruppe während einer Tour 1975 verlassen hatte, wurde Gimme Back My Bullets zum einzigen Album der Gruppe an dem nur zwei Gitarristen beteiligt waren. Nach Ansicht ihres neuen Produzenten Tom Dowd war die Band an einer Schwachstelle in ihrer Karriere angekommen. Auch Gary Rossington beklagte später, dass die Aufnahmen zu einem falschen Zeitpunkt kamen. Die ersten Songs wurden Ende September bis Oktober 1975 in den Record Plant Studios in Los Angeles aufgenommen. Daraufhin tourte die Gruppe für drei Wochen durch Europa und kehrte dann im November 1975 in die Capricorn Studios in Macon, Georgia zurück, um das Album fertigzustellen. Die Zusammenarbeit der Gruppe mit Dowd gestaltete sich sehr positiv. Zum Respekt vor dessen Produktionsleistungen mit Cream, Allman Brothers Band und Derek and the Dominos kam persönliche Sympathie, so dass er von der Band Father Dowd genannt wurde. Von Seiten der Gruppe gab es daher Ideen, das Album Ain’t No Dowd About It zu nennen. Nach Angaben Rossingtons sollte Gimme Back My Bullets keine Anspielung auf Patronenkugeln sein, es seien stattdessen Hits in den Charts gemeint. Bei einem Gespräch mit dem Sänger Ronnie Van Zant über die Billboard-Charts sei der Titel entstanden. Auf dem Album ist nach Call Me The Breeze auf Second Helping mit I Got The Same Old Blues ein weiteres Coverstück von J.J. Cale enthalten.

## Titelliste
1. Gimme Back My Bullets (Gary Rossington, Ronnie Van Zant) – 3:28
2. Every Mother’s Son (Allen Collins, Ronnie Van Zant) – 4:56
3. Trust (Allen Collins, Gary Rossington, Ronnie Van Zant) – 4:25
4. I Got The Same Old Blues (J.J. Cale) – 4:08
5. Double Trouble (Allen Collins, Ronnie Van Zant) – 2:49
6. Roll Gypsy Roll (Allen Collins, Gary Rossington, Ronnie Van Zant) – 2:50
7. Searching (Allen Collins, Ronnie Van Zant) – 3:17
8. Cry for the Bad Man (Allen Collins, Gary Rossington, Ronnie Van Zant) – 4:48
9. All I Can Do Is Write About It (Allen Collins, Ronnie Van Zant) – 4:16

Die 2006 CD Deluxe Edition enthält zusätzlich sechs Bonustracks. Eine Liveaufnahme von Double Trouble und I Got The Same Old Blues im November 1975 in Cardiff, Wales, eine weitere Liveaufnahme von Gimme Back My Bullets und Cry For The Bad Man im März 1976 in San Francisco, Kalifornien, eine akustische Version von All I Can Do Is Write About It und eine alternative Version von Double Trouble. Des Weiteren ist eine DVD enthalten, mit einer Liveaufnahme für die BBC-Sendung The Old Grey Whistle Test im November 1975.

## Besetzung
- Ronnie Van Zant – Gesang
- Allen Collins – Gibson Firebird
- Gary Rossington – Gibson Les Paul
- Leon Wilkeson – Fender Bass
- Billy Powell – Keyboard
- Artimus Pyle – Schlagzeug

## Charterfolge
Gimme Back My Bullets erreichte Platz 20 der Billboard 200, die Single Double Trouble Platz 80 der Billboard Hot 100.
Im Januar 1981 wurde es durch die RIAA mit Gold ausgezeichnet.

## Rezeption
- Thomas Erlewine schrieb auf Allmusic, Gimme Back My Bullets wäre besonders nach den drei herausragenden Vorgängern eine Enttäuschung. Auch wenn die Gruppe in guter Verfassung gewesen ist, hätte auch der Produzent nicht genügend Energie in die Performance der Band gebracht. In der Bewertung wurden drei von fünf Sternen vergeben.[7]
- Der Musikjournalist Robert Christgau vermutet, dass unglücklicherweise der bisherige Produzent Al Kooper und der ehemalige Gitarrist Ed King dem Album mehr Pfiff gegeben hätten, als das Hinzufügen der drei Background-Sängerinnen. Gimme Back My Bullets erhielt ein B+.[8]
- Im Rolling Stone schrieb David McGee, dass das Titelstück des Albums kraftvoll sei und Double Trouble als auch Searching gute Rockstücke wären. Jedoch würde die Qualität immer weiter abnehmen und es stelle sich ein Gefühl von Trägheit ein. Lynyrd Skynyrd sei eine gute Band im Schwebezustand.[9]